# Telkom 3S
O Telkom 3S é um satélite de comunicação geoestacionário indonésio construído pela Thales Alenia Space que está localizado na posição orbital de 118 graus de longitude leste e é operado pela PT Telekomunikasi Indonesia. O satélite é baseado na plataforma Spacebus-4000B2 e tem uma expectativa de vida útil de 15 anos. O objetivo do satélite é ocupar a missão que era destinada ao Telkom 3 que foi injetado na órbita errada durante o seu lançamento em agosto de 2012.

## Lançamento
O satélite foi lançado com sucesso ao espaço em 14 de fevereiro de 2017, às 21:39 UTC, por meio de um veículo Ariane 5 ECA a partir do Centro Espacial de Kourou, na Guiana Francesa, juntamente com o satélite Sky Brasil-1. Ele tinha uma massa de lançamento de 3500 kg.

## Capacidade
O Telkom 3S está equipado com 24 transponders em banda C, 8 em banda C estendida e 10 em banda Ku.